# Sci alpino ai XX Giochi olimpici invernali - Combinata femminile
Tra le competizioni dello sci alpino ai XX Giochi olimpici invernali di Torino 2006 la combinata femminile si disputò venerdì 17 e sabato 18 febbraio a San Sicario Fraiteve di Cesana Torinese e a Sestriere Colle di Sestriere; la croata Janica Kostelić vinse la medaglia d'oro, l'austriaca Marlies Schild quella d'argento e la svedese Anja Pärson quella di bronzo. Il 17 febbraio si tenne lo slalom speciale e il 18 la discesa libera, posticipata a causa di cattive condizioni atmosferiche.
Detentrice uscente del titolo era la stessa Kostelić, che aveva vinto la gara dei XIX Giochi olimpici invernali di Salt Lake City 2002 disputata sul tracciato di Snowbasin precedendo l'austriaca Renate Götschl (medaglia d'argento) e la tedesca Martina Ertl (medaglia di bronzo); la Kostelić era anche la campionessa mondiale in carica, avendo vinto a Bormio/Santa Caterina Valfurva 2005 davanti alla Pärson e alla Schild.

## Risultati
| Pos. | Atleta                     | Nazione             | Tempo 1ª manche slalom | Tempo 2ª manche slalom | Tempo discesa libera | Tempo totale | Distacco |
| ---- | -------------------------- | ------------------- | ---------------------- | ---------------------- | -------------------- | ------------ | -------- |
| 1    | Janica Kostelić            | Croazia             | 38,65                  | 43,03                  | 1:29,40              | 2:51,08      |          |
| 2    | Marlies Schild             | Austria             | 38,39                  | 42,83                  | 1:30,36              | 2:51,58      | +0,50    |
| 3    | Anja Pärson                | Svezia              | 38,75                  | 43,31                  | 1:29,57              | 2:51,63      | +0,55    |
| 4    | Kathrin Zettel             | Austria             | 38,77                  | 42,98                  | 1:30,66              | 2:52,41      | +1,33    |
| 5    | Nicole Hosp                | Austria             | 38,75                  | 43,32                  | 1:31,14              | 2:53,21      | +2,13    |
| 6    | Michaela Kirchgasser       | Austria             | 38,99                  | 43,47                  | 1:31,02              | 2:53,48      | +2,40    |
| 7    | Martina Ertl               | Germania            | 39,28                  | 43,92                  | 1:31,08              | 2:54,28      | +3,20    |
| 8    | Jessica Lindell Vikarby    | Svezia              | 40,04                  | 44,96                  | 1:30,19              | 2:55,19      | +4,11    |
| 9    | Julia Mancuso              | Stati Uniti         | 39,79                  | 44,81                  | 1:30,84              | 2:55,44      | +4,36    |
| 10   | Brigitte Acton             | Canada              | 40,18                  | 44,59                  | 1:30,98              | 2:55,75      | +4,67    |
| 11   | Resi Stiegler              | Stati Uniti         | 39,08                  | 44,36                  | 1:32,35              | 2:55,79      | +4,71    |
| 12   | Janette Hargin             | Svezia              | 40,06                  | 44,78                  | 1:31,29              | 2:56,13      | +5,05    |
| 13   | Emily Brydon               | Canada              | 40,94                  | 45,65                  | 1:29,92              | 2:56,51      | +5,43    |
| 14   | Nike Bent                  | Svezia              | 40,66                  | 45,83                  | 1:30,13              | 2:56,62      | +5,54    |
| 15   | Veronika Zuzulová          | Slovacchia          | 39,68                  | 43,67                  | 1:33,28              | 2:56,63      | +5,55    |
| 16   | Monika Bergmann            | Germania            | 40,37                  | 43,89                  | 1:32,54              | 2:56,80      | +5,72    |
| 17   | Kaylin Richardson          | Stati Uniti         | 40,45                  | 44,55                  | 1:31,83              | 2:56,83      | +5,75    |
| 18   | Marie Marchand-Arvier      | Francia             | 41,04                  | 44,62                  | 1:31,45              | 2:57,11      | +6,03    |
| 19   | Šárka Záhrobská            | Rep. Ceca           | 40,26                  | 44,50                  | 1:32,38              | 2:57,14      | +6,06    |
| 20   | Nadia Fanchini             | Italia              | 40,90                  | 46,21                  | 1:30,04              | 2:57,15      | +6,07    |
| 21   | Petra Robnik               | Slovenia            | 40,54                  | 44,84                  | 1:32,02              | 2:57,40      | +6,32    |
| 22   | Lucie Hrstková             | Rep. Ceca           | 40,96                  | 46,19                  | 1:32,42              | 2:59,57      | +8,49    |
| 23   | Soňa Maculová              | Slovacchia          | 40,53                  | 45,63                  | 1:34,09              | 3:00,25      | +9,17    |
| 24   | Petra Zakouřilová          | Rep. Ceca           | 40,46                  | 45,72                  | 1:34,59              | 3:00,77      | +9,69    |
| 25   | Carolina Ruiz              | Spagna              | 41,74                  | 46,47                  | 1:32,72              | 3:00,93      | +9,85    |
| 26   | Macarena Simari Birkner    | Argentina           | 40,99                  | 45,95                  | 1:35,72              | 3:02,66      | +11,58   |
| 27   | Wendy Siorpaes             | Italia              | 42,66                  | 48,48                  | 1:31,71              | 3:02,85      | +11,77   |
| 28   | Dagný Kristjánsdóttir      | Islanda             | 44,23                  | 48,37                  | 1:31,65              | 3:04,25      | +13,17   |
| 29   | María Belén Simari Birkner | Argentina           | 41,55                  | 47,08                  | 1:36,72              | 3:05,35      | +14,27   |
| 30   | Noelle Barahona            | Cile                | 47,62                  | 56,39                  | 1:42,61              | 3:26,62      | +35,54   |
|      | Fränzi Aufdenblatten       | Svizzera            | 41,22                  | 47,23                  | DNS                  |              |          |
|      | Nika Fleiss                | Svizzera            | 40,29                  | 45,00                  | DNS                  |              |          |
|      | Lindsey Vonn               | Stati Uniti         | 39,86                  | DNF                    |                      |              |          |
|      | Urška Rabič                | Slovenia            | 40,61                  | DNF                    |                      |              |          |
|      | Daniela Merighetti         | Italia              | 41,41                  | DSQ                    |                      |              |          |
|      | Anne-Sophie Barthet        | Francia             | DNF                    |                        |                      |              |          |
|      | Jelena Lolović             | Serbia e Montenegro | DNF                    |                        |                      |              |          |
|      | Shona Rubens               | Canada              | DNF                    |                        |                      |              |          |
|      | Eva Hučková                | Slovacchia          | DNF                    |                        |                      |              |          |
|      | Jana Gantnerová            | Slovacchia          | DNF                    |                        |                      |              |          |
|      | Alexandra Coletti          | Monaco              | DNF                    |                        |                      |              |          |
|      | Chirine Njeim              | Libano              | DNF                    |                        |                      |              |          |
|      | Chemmy Alcott              | Regno Unito         | DSQ                    |                        |                      |              |          |
|      | Andrea Casasnovas          | Spagna              | DNS                    |                        |                      |              |          |
|      | Miriam Vázquez             | Argentina           | DNS                    |                        |                      |              |          |

Legenda:

DNF = prova non completata

DSQ = squalificata

DNS = non partita

Pos. = posizione
Slalom speciale

Data: 17 febbraio

Località: Sestriere

Pista: Giovanni Alberto Agnelli

Partenza: 2 170 m s.l.m.

Arrivo: 2 030 m s.l.m.

Dislivello: 140 m

1ª manche:

Ore: 17.00 (UTC+1)

Porte: 49

Tracciatore: Mathias Berthold (Austria)

2ª manche:

Ore: 19.30 (UTC+1)

Porte: 48

Tracciatore: Petr Záhrobský (Rep. Ceca)
Discesa libera

Data: 18 febbraio

Località: San Sicario

Ore: 15.30 (UTC+1)

Pista: Fraiteve Olympique

Partenza: 2 286 m s.l.m.

Arrivo: 1 738 m s.l.m.

Lunghezza: 2 331 m

Dislivello: 548 m

Porte: 32

Tracciatore: Jan Tischhauser (FIS)